# Damiano Ciaccio
Damiano Ciaccio (* 10. Februar 1989 in Grandson) ist ein italo-schweizerischer Eishockeytorhüter, der seit 2022 beim HC Ajoie in der Schweizer National League unter Vertrag steht.

## Karriere

### Vereine
Ciaccio begann seine Karriere im Alter von 16 Jahren im Nachwuchsbereich von Fribourg-Gottéron und kam beispielsweise für die Elite-A-Junioren des Clubs zum Einsatz. In der Saison 2006/07 debütierte er als Ersatztorhüter in drei Spielen in der Nationalliga A, kam aber in der Folge vor allem beim Partnerteam in der Nationalliga B, dem Young-Sprinters Hockey Club, zum Einsatz. Zudem absolvierte er einige NLB-Spiele für die Schweizer U20-Eishockeynationalmannschaft, die zwischen 2006 und 2009 ebenfalls am Spielbetrieb der NLB teilnahm.
In der Saison 2009/10 wurde er zum Nachfolger des zum SC Bern gewechselten Olivier Gigon und gehörte als Ersatztorhüter von Sébastien Caron dem NLA-Kader von Fribourg-Gottéron an. Im Dezember 2009 verlängerte er seinen Vertrag bei Gottéron um zwei Jahre. Während der Saison 2010/11 kam er als dritter Torhüter lediglich zu zwei Einsätzen für Fribourg-Gottéron, absolvierte die restliche Spielzeit leihweise beim EHC Basel und fungierte dort als Stammtorhüter. Im März 2011 löste er seinen Vertrag mit Fribourg-Gottéron auf eigenen Wunsch vorzeitig auf. Wenige Tage später unterschrieb er einen Kontrakt beim HC La Chaux-de-Fonds, für den er in den folgenden drei Spieljahren als Stammtorhüter agierte.
Ab April 2014 stand er bei den SCL Tigers unter Vertrag, mit denen er 2015 in die National League A aufstieg. Zur Saison 2020/21 wechselte er innerhalb der Schweiz zum HC Ambrì-Piotta und unterzeichnete einen Dreijahresvertrag bei den Tessinern. Zur Spielzeit 2022/23 schloss er sich per Einjahresvertrag dem Ligakonkurrenten HC Ajoie an.

### Nationalmannschaften
Für die Schweiz nahm Ciaccio bisher an zwei grossen Turnieren teil, der U18-Junioren-Weltmeisterschaft 2007 und der U20-Junioren-Weltmeisterschaft der Division I 2009. Bei letzterem Ereignis war er der Torhüter mit dem geringsten Gegentorschnitt und der zweitbesten Fangquote nach dem Weissrussen Wital Bjalinski und trug damit massgeblich zum Aufstieg der Eidgenossen in die Top-Division bei.

## Erfolge und Auszeichnungen
- 2009 Aufstieg in die Top-Division bei der U20-Weltmeisterschaft der Division I, Gruppe A
- 2009 Geringster Gegentorschnitt bei der U20-Weltmeisterschaft der Division I, Gruppe A
- 2015 Meister der National League B mit den SCL Tigers und Aufstieg in die National League A